# Giro d'Italia de 1984
Giro d'Italia 1984 foi a sexagésima sétima edição da prova ciclística Giro d'Italia (Corsa Rosa), realizada entre os dias 17 de maio e 10 de junho de 1984.
A competição foi realizada em 22 etapas com um total de 3.997 km.
O vencedor foi o ciclista italiano Francesco Moser. Largaram 171 ciclistas, e o vencedor conclui a prova com a velocidade média de 37,944 km/h.